# Naharlagun
Naharlagun – miasto w północno-wschodnich Indiach, w stanie Arunachal Pradesh. Według danych szacunkowych na rok 2008 liczy 39 962 mieszkańców. Ośrodek przemysłowy.